# 6羽のかもめ
『6羽のかもめ』（ろくわのかもめ）は1974年10月5日から1975年3月29日までフジテレビ系列で放送されたテレビドラマ。全26回。原案は倉本聰。実際におきているテレビ業界の裏側を痛烈に風刺したドラマ作品。

## 概要
300人もの団員を抱える劇団であった劇団かもめ座の団員大量脱退により、6人に減ってしまったそのメンバー達が、芸能社会で悪戦苦闘しながらも生き残っていこうとするストーリー。本放送時キャッチコピーは「悲しいコメディ」。
テレビ業界や芸能界の内幕を描いた作品で、同業界内で話題騒然となり、最終回『さらばテレビジョン』では、国民の白痴化を防ぐために政府がテレビ禁止令を出すという劇中劇がメイン。クライマックスでは、放送作家(山崎努)がカメラに向かってテレビへの愛情と失望を叫ぶ。「テレビの仕事をしていたくせに、テレビを本気で愛さなかったあんた!テレビを金儲けとしか考えなかったあんた! テレビを決して懐かしんではいけない。懐かしむ資格のある者はテレビを愛し、戦ったことのあるヤツ。それから視聴者、楽しんでいた人たちだけだ」。この場面は、テレビ業界が視聴率競争に明け暮れるあまり番組の質が低下し俗悪化するという、テレビメディアが抱える病根を鋭く指摘した名シーンとして今もなお人気が高い作品。
原案は倉本聰。NHK大河ドラマ『勝海舟』を巡るトラブルによるテレビメディア不信がもとになっている。札幌市に転居後、偽名で発表した。
低視聴率に終わったが、テレビ業界や芸能界の内幕を描き、同業界内で話題となった。放送終了後の1977年には、本作品のスタッフおよび出演者にエランドール賞特別賞が授与された。
高橋英樹の現代劇での連続テレビドラマ初出演作品。また、加東大介はこのドラマが最後の出演作品となった。加東は本作の撮影中に体調を崩して入院したが、医師から許可を得て病院から番組収録に通った。しかし、それは家族やマネージャーの山崎洋子が加東の余命が短いことを知らされ、最後の仕事をさせたいと医師に頼みこんで実現したものだった。
本作でテレビ局の制作局長を演じる中条静夫は、それまでと異なるコミカルな役柄に挑戦し話題となった。

## スタッフ
- 脚本：石川俊子（=倉本聰）（第1回～第3回、第5回、第7回～第11回、第13回、第14回、第16回、第20回、第25回、第26回）、高際和雄、宮川一郎、斎藤憐、土橋成男
- 演出：富永卓二、大野三郎
- 主題歌：「かもめ挽歌」（歌：加藤登紀子）
  - 作詞・作曲：加藤登紀子／編曲：深町純

## キャスト
- 犬山モエ子：淡島千景
- 田所大介：高橋英樹
- 川南弁三：加東大介
- 西条ひろみ：栗田ひろみ
- 桜田英夫：長門裕之
- 水木かおり：夏純子
- ミネ：ディック・ミネ
- 清水部長：中条静夫
- 矢口局長：矢田稔
- 田所正一：大滝秀治
- 小熊義彦：藤岡琢也
- ショックの定：室田日出男
- 中原プロデューサー：蜷川幸雄
- 吉沢直子：黒柳徹子
- 中北千枝子
- 月丘夢路
- 加藤嘉
- 宮口精二
- 石橋蓮司
- 村瀬幸子
- 久慈あさみ
- 作家（男）山﨑努
- 劇中劇のナレーター：納谷六朗

ほか

## 受賞
- 第12回ギャラクシー賞（1974年度・脚本）
- エランドール賞（1977年・出演者および製作スタッフ）

## サブタイトル
| 話数 | 放送日        | サブタイトル         | 脚本               | 演出     |
| ---- | ------------- | -------------------- | ------------------ | -------- |
| 1    | 1974年10月5日 | 6羽目                | 石川俊子           | 富永卓二 |
| 2    | 10月12日      | 秋刀魚               | 石川俊子           | 富永卓二 |
| 3    | 10月19日      | ゴシップ             | 石川俊子           | 富永卓二 |
| 4    | 10月26日      | 婚姻届               | 高際和雄           | 富永卓二 |
| 5    | 11月2日       | 花三輪               | 高際和雄           | 富永卓二 |
| 6    | 11月9日       | 事務長               | 高際和雄           | 大野三郎 |
| 7    | 11月16日      | ギックリ・カメラです | 石川俊子（倉本聰） | 大野三郎 |
| 8    | 11月23日      | 大問題               | 石川俊子（倉本聰） | 富永卓二 |
| 9    | 11月30日      | 乾燥機               | 石川俊子（倉本聰） | 大野三郎 |
| 10   | 12月7日       | 花嫁の父             | 石川俊子（倉本聰） | 大野三郎 |
| 11   | 12月14日      | 冬の将軍             | 倉本聰、高際和雄   | 大野三郎 |
| 12   | 12月21日      | 忘年会               | 宮川一郎           | 大野三郎 |
| 13   | 12月28日      | 切符屋の熊           | 倉本聰             | 富永卓二 |
| 14   | 1975年1月4日  | ひとり               | 倉本聰             | 富永卓二 |
| 15   | 1月11日       | わたしはカモメ       | 斎藤憐             | 大野三郎 |
| 16   | 1月18日       | 扶養家族             | 倉本聰             | 富永卓二 |
| 17   | 1月25日       | 再会                 | 斎藤憐             | 大野三郎 |
| 18   | 2月1日        | 転勤                 | 土橋成男           | 富永卓二 |
| 19   | 2月8日        | オルゴール・メリイ   | 倉本聰             | 大野三郎 |
| 20   | 2月15日       | 個人的事情           | 倉本聰             | 大野三郎 |
| 21   | 2月22日       | 恋はすまじ           | 土橋成男           | 富永卓二 |
| 22   | 3月1日        | 大監督               | 宮川一郎           | 富永卓二 |
| 23   | 3月8日        | 非常識               | 斎藤憐             | 大野三郎 |
| 24   | 3月15日       | 青春挽歌             | 土橋成男           | 富永卓二 |
| 25   | 3月22日       | 死んで戴きます       | 倉本聰             | 大野三郎 |
| 26   | 3月29日       | さらばテレビジョン   | 倉本聰             | 富永卓二 |

## DVD
- フジテレビ開局50周年記念「6羽のかもめ DVD-BOX」（2009年2月18日、ポニーキャニオン）　 https://www.ponycanyon.co.jp/visual/PCBC000061883